# Raipur Rani
Raipur Rani é uma vila no distrito de Panchkula, no estado indiano de Haryana.

## Demografia
Segundo o censo de 2001, Raipur Rani tinha uma população de 7027 habitantes. Os indivíduos do sexo masculino constituem 54% da população e os do sexo feminino 46%. Raipur Rani tem uma taxa de literacia de 69%, superior à média nacional de 59,5%: a literacia no sexo masculino é de 74% e no sexo feminino é de 63%. Em Raipur Rani, 15% da população está abaixo dos 6 anos de idade.